# Criteri e valori di stima
I criteri di stima implicano l’adozione di metodologie su cui si fonda la distinzione dell’oggetto della ricerca del valore. I criteri di stima discendono dallo scopo o ragione pratica per i quali è richiesta la valutazione nelle circostanze concrete e indicano il modo di svolgimento della valutazione effettuatasono norme metodologiche su cui si fonda la distinzione dell'oggetto della ricerca del valore di stima.
I valori di stima o basi del valore, si riferiscono ai diversi aspetti economici che un bene può assumere in relazione a uno scopo specifico di valutazione, nella pratica commerciale e nella contabilità..

## Criteri di stima
Secondo il postulato dello scopo, che appartiene ai principi fondamentali dell'estimo, il valore di un immobile è funzione dello specifico scopo per il quale la valutazione immobiliare è redatta. Si pensi solo alla differenza di scopo tra una valutazione effettuata per una compravendita e una effettuata ai fini di bilancio: questo differente scopo comporta che, a seconda di esso, l'immobile possa presentare differenti valori.
Per tener conto di ciò, la metodologia estimativa indica almeno cinque criteri di stima; essi sono i seguenti:
1. Valore di mercato: si riferisce concettualmente al prezzo di mercato di un immobile, come punto di incontro della domanda e dell'offerta.
2. Valore di costo: si riferisce alla somma delle spese che si dovrebbero sostenere per realizzare un certo immobile, in una determinata situazione temporale e locale.
3. Valore di trasformazione: si riferisce alla differenza tra il valore di mercato di un immobile dopo un processo di valorizzazione ed il costo necessario per valorizzarlo.
4. Valore complementare: si riferisce alla differenza tra il valore di mercato di un immobile complesso ed il valore di mercato della parte residua del complesso, esclusa quindi quella parte da valutare.
5. Valore di surrogazione: si riferisce al valore di mercato di un altro bene capace di svolgere le stesse funzioni o di fornire la stessa utilità del bene da stimare.

## Valori di stima
I criteri di stima che si sono indicati si riferiscono, come si vede, a grandezze ed a fenomeni economici. Così, ad esempio, il criterio del valore di mercato richiama il consueto concetto che la determinazione di un prezzo avvenga mediante l'incontro di domanda e di offerta presenti sul mercato. Tuttavia ai fini della valutazione immobiliare una definizione di questo genere non indica le circostanze e la misura esatta da ricercare nella stima. Gli standards nazionali e internazionali vengono in aiuto della pratica estimativa con definizioni specifiche dei valori di stima. Ai fini della trasparenza di un rapporto di valutazione è indispensabile la massima chiarezza sui valori di stima posti come obiettivo. Per questo motivo i valutatori si devono attenere alle definizioni tecniche formulate dagli Standards di valutazione immobiliare. Ai fini di approfondimento, si fa presente che gli stessi Standards contengono elementi esplicativi e note interpretative, che possono anche essere trovati su moderni testi di estimo.

### Valore di Mercato (Market Value)

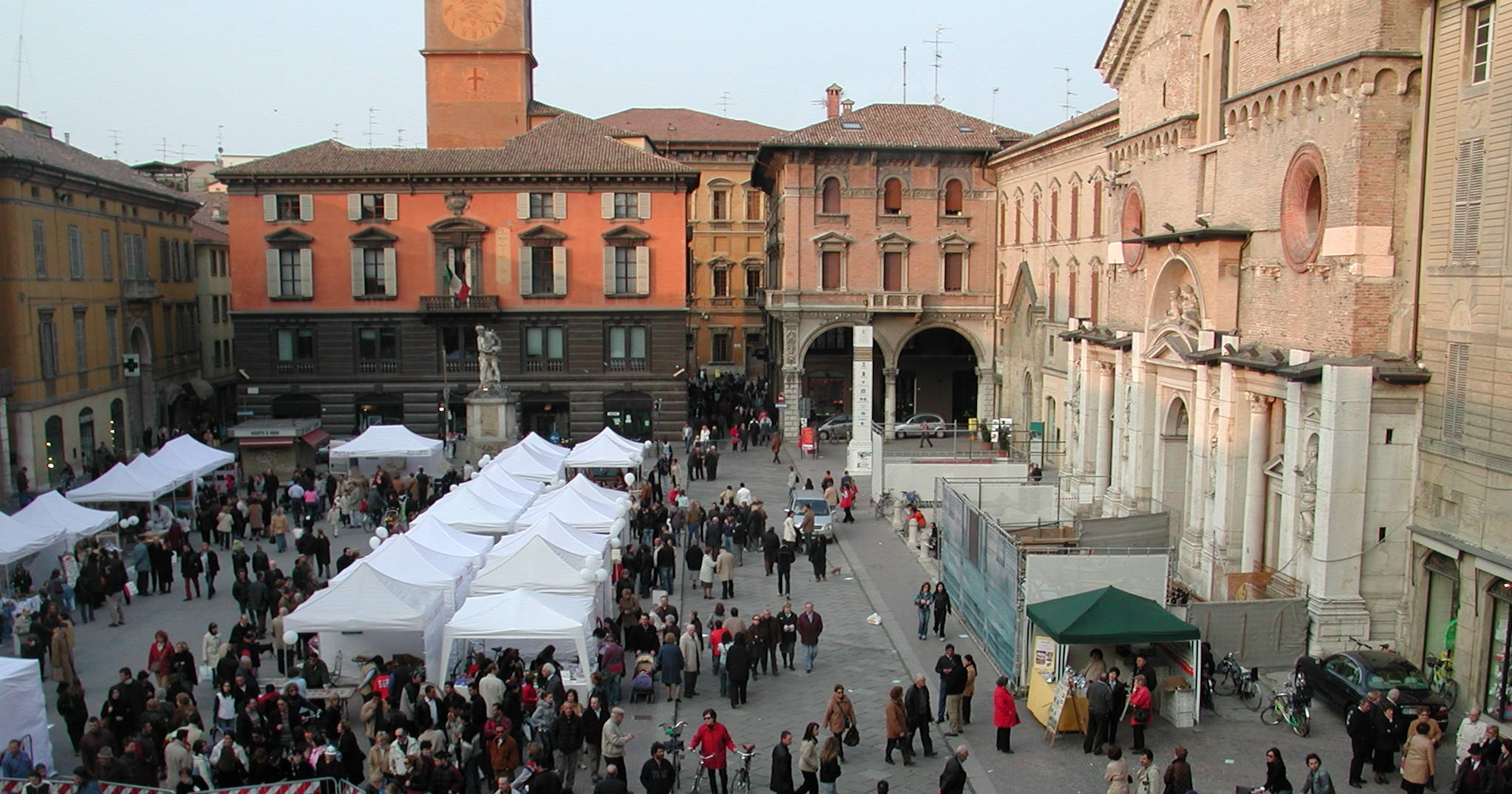
Una piazza di mercato ove si formano i prezzi

Definizione di Valore di Mercato (VM). In base al dettato dell’art. 4, comma 1, punto 76) del Regolamento (UE) 575/2013 per valore di mercato «si intende l’importo stimato al quale l’immobile verrebbe venduto alla data della valutazione in un’operazione svolta tra un venditore e un acquirente consenzienti alle normali condizioni di mercato dopo un’adeguata promozione commerciale, nell’ambito della quale entrambe le parti hanno agito con cognizione di causa, con prudenza e senza costrizioni». 
Definizione cogente ripresa anche dal Codice delle Valutazioni Immobiliari - Italian Property Valuation Standard.

#### Osservazioni sul Valore di Mercato
Le definizioni sopra riportate rivestono importanza in quanto stabiliscono le condizioni relative a un'ipotetica vendita, il cui ipotetico prezzo verrebbe a coincidere con il Valore di Mercato cercato. Quindi il concetto di VM non dipende dall'effettivo prezzo che si è realizzato sul mercato alla data della valutazione, in quanto questo potrebbe essersi definito sotto condizioni differenti da quelle della definizione.
Le aggettivazioni che alle volte accompagnano la denominazione del VM, quali VM ‘'aperto'’ o ‘'competitivo'’, non solo non sono necessarie, ma non hanno significato in quanto la definizione completa e commentata è chiaramente riportata negli Standards e le aggettivazioni addizionali lasciano solo sorgere il sospetto che chi le usa voglia distaccarsi da esse.
Per quanto attiene alla scelta dei procedimenti di stima per la determinazione del VM, questi devono essere selezionati sulla base delle modalità di scambio ordinario del bene sul mercato. Quando siano basati su dati tratti dal mercato, ciascun procedimento di stima è un procedimento comparativo.

### Valore Equo (Fair Value)
Il Fair value è l'ammontare per il quale un attivo può essere scambiato tra parti motivate e coscienti, tra loro indipendenti.
Le norme contabili, ove questo termine è originato, dicono quanto segue. Il Fair value è il prezzo al quale un bene può essere compravenduto, o al quale è possibile estinguere una passività, tra soggetti bene informati, non condizionati, indipendenti e con interessi contrapposti.

### Valore di Uso (Value in Use)
Il Valore in Uso è: 1) il valore attuale di stime di flussi di cassa futuri attesi derivanti dall'uso continuato di un asset e dalla sua disponibilità al termine della sua vita utile; 2) il valore attuale di flussi di cassa futuri attesi che devono provenire da un asset o da un'entità generatrice di flussi di cassa.
Il Codice delle Valutazioni Immobiliari chiarisce che il Valore in Uso esprime il valore di un bene rispetto ad un dato uso per uno specifico utilizzatore: "il valore d'uso è la capacità di un bene di soddisfare un bisogno; il valore di scambio è la capacità di un bene di essere scambiato con un altro bene o con un controvalore in danaro (prezzo)" .

### Valore di Investimento (Investment Value o Worth)
Il Valore di Investimento è rappresentato dal valore di una proprietà per un particolare investitore, o una classe di investitori, per investimenti specifici od obiettivi operativi. Tale concetto soggettivo riguarda specifiche proprietà per uno specifico investitore, gruppo di investitori, o entità con obiettivi e/o criteri di investimento identificabili.

### Valore Speciale (Special Value)
Il Valore Speciale è un importo al di sopra del Valore di Mercato che riflette attributi particolari di un asset e che valgono solo per un Acquirente Speciale. Un Acquirente Speciale è un acquirente per il quale un asset possiede un valore speciale a motivo dei vantaggi che provengono dalla sua proprietà, che non sarebbero disponibili agli acquirenti ordinari del mercato.

### Valore di Fusione (Synergistic Value o Marriage Value)
Il Valore di Fusione è un elemento addizionale di valore creato dalla combinazione di due o più interessi, ove il valore degli interessi combinati vale più della somma degli interessi originari.

### Valore Cauzionale (Mortgage Lending Value)
Il Mortgage lending value si riferisce al valore di un immobile determinato da un Valutatore, mediante una stima prudenziale della commerciabilità futura dell'immobile stesso, tenendo conto degli aspetti di sostenibilità a lungo termine, delle condizioni normali e di quelle del mercato di riferimento, dell'uso corrente e dei possibili appropriati usi alternativi dell'immobile. Nella stima del MLV si tralasciano gli elementi e le componenti speculative.

### Valore Assicurabile (Insurable Value o Insurance Replacement Cost)
Il Valore Assicurabile è il valore di un bene definito in contratto assicurativo o in una polizza assicurativa.

#### Osservazioni sul Valore Assicurabile
Si può quindi parlare di un costo di riproduzione di un nuovo bene identico a quello esistente
Come si nota gli Standards sono piuttosto scarni al riguardo in quanto sono le definizioni contenute nei singoli contratti assicurativi che configurano il concetto più nel dettaglio. Per quanto riguarda gli immobili (infatti il concetto non si limita ad essi soli), il Valore Assicurabile si ritrova nelle polizze incendio (sia polizze individuali che C.A.R. contractors all risks per opere civili) nelle quali prende anche il nome di “costo di ricostruzione” e rappresenta la misura dell'interesse esposto ad un rischio.
Detto questo e rimandando quindi le modalità di calcolo ai singoli contratti assicurativi, si può far notare che dal Valore Assicurabile di un edificio risulta escluso il valore del terreno.
Da non confondere, poi, il Valore Assicurabile con il Valore Assicurato, che rappresenta l'esatta misura dell'interesse sottoposto ad assicurazione.

### Valore di Realizzo (Salvage Value)
Il Valore di Realizzo descrive il valore di un asset che abbia raggiunto il termine della propria vita economica per lo scopo per cui era stato fatto. L'asset può ancora avere valore per un uso alternativo o per essere riciclato.
Il Codice delle Valutazioni Immobiliari specifica che il Valore di Realizzo esprime il valore di una costruzione o di un fabbricato, con esclusione del valore del terreno, come se la costruzione od il fabbricato fossero messi in vendita per le parti ed i materiali che li compongono, anziché per il loro uso continuativo senza tuttavia dover ricorrere a speciali riparazioni e a lavori di adattamento.

### Valore di Liquidazione (Liquidation Value)
Il Valore di Liquidazione descrive una situazione nella quale un gruppo di asset utilizzati congiuntamente in un'attività sono offerti in vendita separatamente, usualmente a seguito della cessazione di attività. Sebbene spesso associato al termine Vendita Forzata, questi due termini hanno significato distinto. Non c'è motivo perché degli asset non possano essere liquidati attraverso una vendita ordinaria che segua un'appropriata commercializzazione.

### Valore di Vendita Forzata (Forced Value)
Sebbene la Vendita Forzata non costituisca una Base di Valutazione in quanto essa è la descrizione di una condizione sotto la quale ha luogo la vendita, non un distinto obiettivo da quantificare, si ricorda che il termine Vendita Forzata è spesso usato nei casi in cui il venditore è sotto pressione per vendere e/o non è disponibile un periodo di commercializzazione adeguato. A meno che la natura e la ragione delle limitazioni del venditore non siano note, il prezzo ottenibile in una vendita forzata non può essere realisticamente previsto.

### Valore Accertato o Imponibile (Assessed, Rateable o Taxable Value)
Il Valore Accertato è un valore convenzionale basato sulla normativa applicata alla valutazione ai fini fiscali.